# Stranger Than Fiction (film)
För andra betydelser, se Stranger Than Fiction.
Stranger Than Fiction är en amerikansk dramakomedifilm från 2006 i regi av Marc Forster efter manus av Zach Helm.
Filmen hade biopremiär i Sverige den 25 december 2006, utgiven av Sony Pictures.

## Rollista (i urval)
| Will Ferrell      | – Harold Crick            |
| Maggie Gyllenhaal | – Ana Pascal              |
| Dustin Hoffman    | – Professor Jules Hilbert |
| Emma Thompson     | – Karen Eiffel            |
| Queen Latifah     | – Penny Escher            |
| Tony Hale         | – Dave                    |